# Metabotroper Glutamatrezeptor 2
Metabotroper Glutamatrezeptor 2 (GRM 2, mGluR2) ist ein Protein aus der Gruppe der metabotropen Glutamatrezeptoren.

## Eigenschaften
Der metabotrope Glutamatrezeptor 2 ist ein G-Protein-gekoppelter Rezeptor. Gemeinsam mit mGluR3 bildet er die Gruppe II der metabotropen Glutamatrezeptoren. Nach Bindung von Glutamat erfolgt eine Konformationsänderung, die eine Signaltransduktion über G-Proteine (aus der Familie Gi) bewirkt. In Folge wird die Adenylylcyclase gehemmt. Der metabotrope Glutamatrezeptor 2 besitzt Disulfidbrücken und ist glykosyliert.
Verschiedene Psychedelika wie LSD-25 binden an Oligomere aus 5HT2A und mGlu2R.
Die Entwicklung positiver allosterischer Modulatoren des mGluR2 hat seit 2009 zugenommen. Die allosterische Verstärkung der Aktivierung des mGluR2 wird zur Behandlung der Schizophrenie untersucht. Dagegen werden Antagonisten und negative allosterische Modulatoren des mGluR2 und des mGluR3 zur Behandlung von Depressionen untersucht.

## Liganden

### Agonisten
- Compound 1d[12]

### Positive allosterische Modulatoren
- JNJ-46356479[14]
- JNJ-40411813[15]
- GSK-1331258[16]
- Imidazo[1,2-a]pyridine[17]

Positiver allosterischer Modulator des mGluR2, Analogon von BINA

- 3-Aryl-5-phenoxymethyl-1,3-oxazolidin-2-one[18]
- 3-(Imidazolylmethyl)-3-aza-bicyclo[3.1.0]hexan-6-yl)methylether: oral verfügbar[19]
- BINA:[20][21] mäßiger ago-allosterischer Modulator, wirkt in vivo.
- LY-487,379[22][23][24]
- 3-Pyridylmethylsulfonamide[25][26]

### Antagonisten
- LY-341,495
- MGS-0039
- EGLU

### Negative allosterische Modulatoren
- 7,8-Dichloro-4-[3-(2-methylpyridin-4-yl)phenyl]-1,3-dihydro-1,5-benzodiazepin-2-on und verwandte Substanzen[27]
- MNI-137 (8-Brom-4-(2-cyanopyridin-4-yl)-1H-benzo[b][1,4]diazepin-2(3H)-on)[28]
- RO4491533 (4-[3-(2,6-Dimethylpyridin-4-yl)phenyl]-7-methyl-8-trifluormethyl-1,3-dihydrobenzo[b][1,4]diazepin-2-on)[29]